# Polskie Sieci Elektroenergetyczne
Polskie Sieci Elektroenergetyczne (с пол. — «Польские электроэнергетические сети»), полное название Polskie Sieci Elektroenergetyczne SA (аббревиатура PSE SA) – польское акционерное общество, единоличное владение Государственной казны Польши. Это управляющая компания предприятия Krajowy System Elektroenergetyczny и главный системный оператор передачи электроэнергии, который управляет сетями сверхвысокого напряжения в Польше. Входит в ENTSO-E.
Владелец компании представлен Уполномоченным Правительства по вопросам стратегической энергетической инфраструктуры, который в соответствии с Кодексом коммерческих компаний обладает всеми полномочиями Общего собрания.

## История

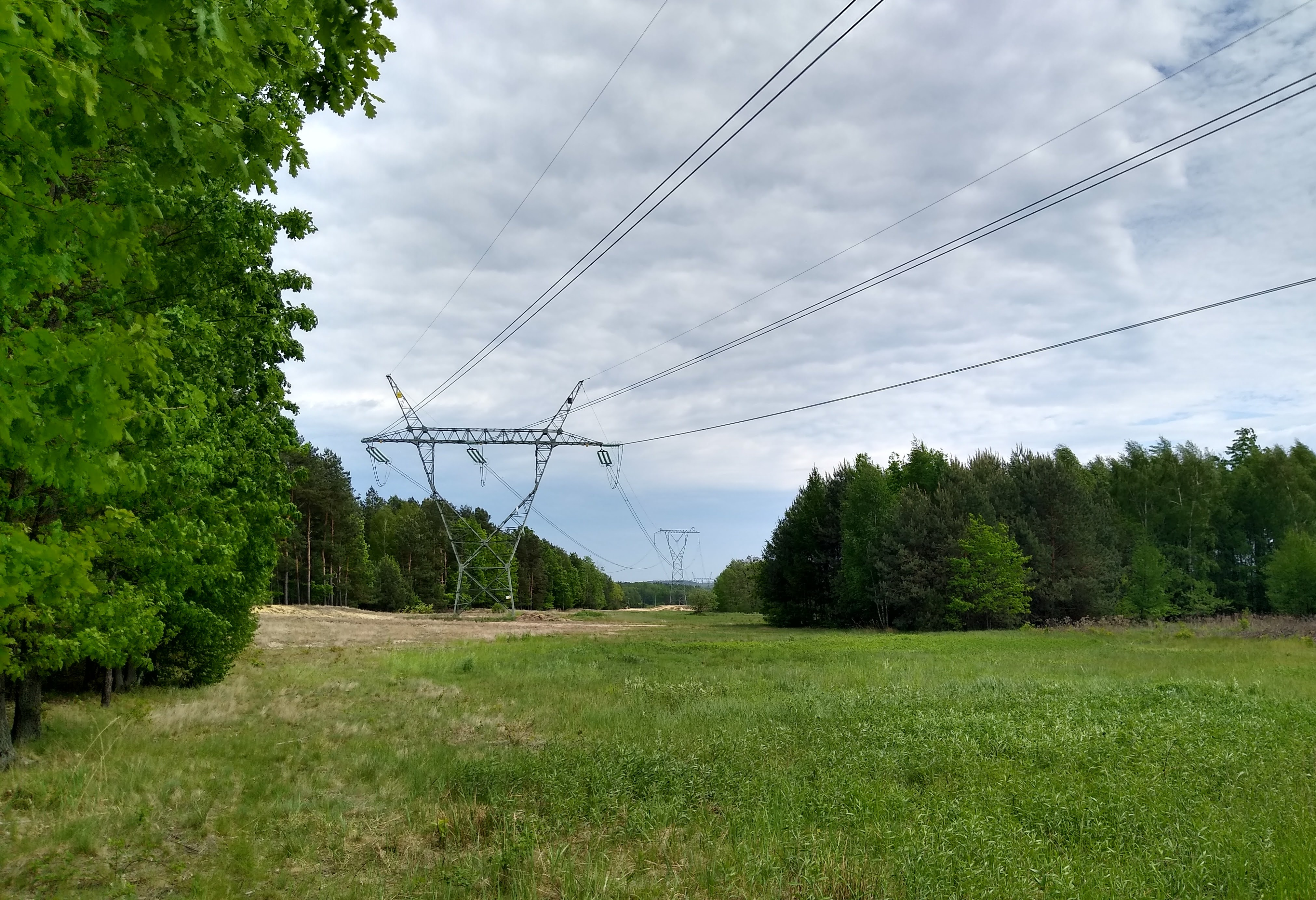
Сеть сверхвысокого напряжения 400 кВ Жешув—Полянец

Компания Polskie Sieci Elektroenergetyczne основана в 1990 году в Варшаве. Входила в Polska Grupa Energetyczna, в её составе 1 июля 2004 года выделена в качестве отдельного предприятия под названием PSE-Operator SA.
Входила в состав Polska Grupa Energetyczna, после чего вышла из её состава, сменив название на PSE SA в 2013 году.

## Деятельность
Как оператор передачи электроэнергии, PSE SA отвечает за стабильное и безопасное развитие электроэнергетической системы Польши. Компания занимается управлением системы передачи электроэнергии, экспорта энергии и сотрудничества с электросетями других стран, оказывает услуги электроснабжения и осуществляет внутреннюю оптовую торговлю электроэнергией. Представляет также телекоммуникационные услуги и вырабатывает энергию. В своём составе объединяет более 30 компаний (в том числе 6 ассоциированных).

## Финансовые показатели
В 2012 году оборот компании составил около 7,1 млрд злотых, доходы от продаж — около 6,8 млрд злотых. Оборот компании составил в 2020 году 9,17 млрд злотых, в 2021 году — 17,19 млрд злотых, в 2022 году — 25,47 млрд злотых.